# Альтдорф (Есслінген)
Альтдорф (нім. Altdorf) — громада в Німеччині, знаходиться в землі Баден-Вюртемберг. Підпорядковується адміністративному округу Штутгарт. Входить до складу району Есслінген.
Площа — 3,25 км2. Населення становить 1689 ос. (станом на 31 грудня 2020).